# 사람 이름을 딴 화학 원소 목록
이 사람 이름을 딴 화학 원소 목록에는 사람의 이름을 직접적 또는 간접적으로 따서 명명된 원소의 목록이다. 118개 원소 중 19개는 20명의 사람 이름과 관련이 있다. 15개 원소는 16명의 과학자를 기리기 위해 명명되었고(퀴륨은 마리와 피에르 퀴리를 모두 기린다). 나머지 4개는 비과학자의 이름과 간접적으로 관련되어 있다. 가돌리늄과 사마륨만이 자연에서 발견되며, 나머지는 인공으로 만들어졌다.

## 목록
이 19개 원소는 사람의 이름과 관련이 있다. 시보그와 오가네샨은 살아있는 동안 자신의 이름을 딴 원소를 갖는 영광을 누린 유일한 사람들이며, 오가네샨은 현재까지 유일하게 생존해 있는 사람이다. 아인슈타인과 페르미는 살아있을 때 자신의 이름을 딴 원소 이름이 제안되었지만, 이 이름들이 공식화되었을 때는 둘 다 사망한 상태였다.
비과학자와 관련된 네 가지 원소는 특정 사람을 기리기 위해 명명된 것이 아니라, 사람의 이름이 붙은 다른 것에서 이름을 따왔다. 사마륨은 원소를 분리한 사마스카이트 광물에서 이름을 따왔으며, 아메리슘, 버클륨 및 리버모륨은 그들의 이름을 딴 장소에서 이름을 따왔다. 캘리포니아주 버클리와 리버모어는 각각 캘리포니아 대학교 방사선 연구소와 로렌스 리버모어 국립연구소의 위치이다.
| 원소 | 원소         | 원소 | 원소 | 사람                                              | 사람                      | 사람        | 사람      | 사람                  |
| Z    | 이름         | 기호 | 발견 | 직접적인 명칭 유래                                | 이름                      | 전문 분야   | 출생–사망 | 국적                  |
| ---- | ------------ | ---- | ---- | ------------------------------------------------- | ------------------------- | ----------- | --------- | --------------------- |
| 62   | 사마륨       | Sm   | 1879 | 사마스카이트 광물                                 | 바실리 사마르스키비호베츠 | 광산 기술자 | 1803–1870 | 러시아인              |
| 64   | 가돌리늄     | Gd   | 1886 | 가돌리나이트 광물                                 | 요한 가돌린               | 과학자      | 1760–1852 | 핀란드인              |
| 95   | 아메리슘     | Am   | 1944 | 아메리카 대륙                                     | 아메리고 베스푸치         | 탐험가      | 1454–1512 | 이탈리아인            |
| 96   | 퀴륨         | Cm   | 1944 |                                                   | 마리 퀴리                 | 과학자      | 1867–1934 | 폴인–프랑스인         |
| 96   | 퀴륨         | Cm   | 1944 | 피에르 퀴리                                       | 과학자                    | 1859–1906   | 프랑스인  |                       |
| 97   | 버클륨       | Bk   | 1949 | 버클리 (캘리포니아주)와 로런스 버클리 국립연구소  | 조지 버클리               | 철학자      | 1685–1753 | 아일랜드인            |
| 99   | 아인슈타이늄 | Es   | 1952 |                                                   | 알베르트 아인슈타인       | 과학자      | 1879–1955 | 독일인–스위스인       |
| 100  | 페르뮴       | Fm   | 1953 |                                                   | 엔리코 페르미             | 과학자      | 1901–1954 | 이탈리아인–미국인     |
| 101  | 멘델레븀     | Md   | 1955 |                                                   | 드미트리 멘델레예프       | 과학자      | 1834–1907 | 러시아인              |
| 102  | 노벨륨       | No   | 1966 |                                                   | 알프레드 노벨             | 과학자      | 1833–1896 | 스웨덴인              |
| 103  | 로렌슘       | Lr   | 1961 |                                                   | 어니스트 로런스           | 과학자      | 1901–1958 | 미국인                |
| 104  | 러더포듐     | Rf   | 1969 |                                                   | 어니스트 러더퍼드         | 과학자      | 1871–1937 | 뉴질랜드인            |
| 106  | 시보귬       | Sg   | 1974 |                                                   | 글렌 T. 시보그            | 과학자      | 1912–1999 | 미국인                |
| 107  | 보륨         | Bh   | 1981 |                                                   | 닐스 보어                 | 과학자      | 1885–1962 | 덴마크인              |
| 109  | 마이트너륨   | Mt   | 1982 |                                                   | 리제 마이트너             | 과학자      | 1878–1968 | 오스트리아인–스웨덴인 |
| 111  | 뢴트게늄     | Rg   | 1994 |                                                   | 빌헬름 콘라트 뢴트겐      | 과학자      | 1845–1923 | 독일인                |
| 112  | 코페르니슘   | Cn   | 1996 |                                                   | 니콜라우스 코페르니쿠스   | 과학자      | 1473–1543 | 폴인–독일인           |
| 114  | 플레로븀     | Fl   | 1999 | 합동원자핵연구소의 플료로프 핵반응 연구실         | 게오르기 플료로프         | 과학자      | 1913–1990 | 러시아인              |
| 116  | 리버모륨     | Lv   | 2000 | 리버모어 (캘리포니아주) 및 로렌스 리버모어 연구소 | 로버트 리버모어           | 토지 소유자 | 1799–1858 | 잉글랜드인–멕시코인   |
| 118  | 오가네손     | Og   | 2002 |                                                   | 유리 오가네샨             | 과학자      | 1933–     | 러시아인-아르메니아인 |

## 기타 관련 명칭
사람(실존 인물 또는 신화 속 인물)과 관련된 다른 원소 이름도 제안되었으나 공식적인 국제적 인정을 받지 못했다. 다음은 과학자 사이에서 과거에 상당한 사용을 보인 원소 이름이다.
- 카시오페이아자리에서 따온 카시오페이움은 신화 속 카시오페이아와 간접적으로 연결됨 (현재 루테튬)
- 크리스토퍼 콜럼버스에서 따온 콜럼븀 (현재 나이오븀)
- 오토 한에서 따온 하늄 (현재 더브늄, 나중에 하슘으로도 제안됨)
- 이렌 졸리오퀴리에서 따온 졸리오튬 (현재 노벨륨, 나중에 더브늄으로도 제안됨)
- 이고리 쿠르차토프에서 따온 쿠르차토븀 (현재 러더포듐)

앙리 베크렐(베크렐륨)과 폴 랑주뱅(랑주베늄)을 기리는 이름도 제안되었지만 사용되지 않았다. 조지 가모프, 레프 란다우, 그리고 당시 생존했던 비탈리 골단스키는 트랜스페르뮴 전쟁 당시 원소 명명 대상으로 고려되었으나 실제로 제안하지는 않았다.
(화학 원소 명명 논란 목록 및 장소 이름을 딴 화학 원소 목록 문서 참조)
또한, 신화적 존재도 원소 명명에 상당한 영향을 미쳤다. 헬륨, 타이타늄, 셀레늄, 팔라듐, 프로메튬, 세륨, 유로퓸, 탄탈럼, 수은, 토륨, 우라늄, 넵투늄 및 플루토늄은 모두 신화 속 인물과 관련된 이름을 가지고 있다. 일부는 간접적인 연결을 가지고 있다.
- 헬륨: 스펙트럼 분석으로 발견된 태양의 이름을 따서 명명되었으며, 태양신 헬리오스와 연관된다.
- 이리듐: 그리스 여신 이리스의 이름을 따서 명명되었다.
- 텔루륨: 로마 대지의 여신 테라 (신화)의 이름을 따서 명명되었다.
- 나이오븀: 그리스 신화 속 인물인 니오베 (탄탈로스의 딸)의 이름을 따서 명명되었다.
- 바나듐: 노르웨이 여신 프레이야의 또 다른 이름인 바나디스의 이름을 따서 명명되었다.
- 셀레늄: 달의 이름을 따서 명명되었으며, 달의 여신 셀레네와 연관된다.
- 팔라듐: 당시 최근에 발견된 소행성 2 팔라스의 이름을 따서 명명되었으며, 이 소행성은 여신 팔라스 아테나의 이름을 따서 명명되었다.
- 세륨: 당시 최근에 발견된 소행성 세레스 (왜행성)의 이름을 따서 명명되었으며, 이 소행성은 여신 케레스의 이름을 따서 명명되었다.
- 유로퓸: 에우로페의 이름을 딴 대륙의 이름을 따서 명명되었다.

타이타늄은 특정 개인이 아닌 신들의 집단을 지칭한다는 점에서 독특하다. 따라서 헬리오스, 셀레네, 팔라스, 프로메테우스는 실제로 두 가지 원소의 이름을 기리고 있다.
그리고 집단과 관련된 이름을 가진 원소로는 그리스어 단어 ξένον (크세논)에서 이름을 따온 제논 (원소)도 있는데, 이는 ξένος (크세노스)의 중성 단수형으로 '외국인', '낯선 사람', 또는 '손님'을 의미한다.
이 원소를 발견한 윌리엄 램지는 일반적인 사람들의 집단에 비유하여 이 원소의 특성을 나타내기 위해 이 이름을 붙였다.
갈륨은 프랑스 과학자 폴에밀 르콕 드 부아보드랑이 발견했으며, 그는 프랑스를 기리기 위해 "갈리아"(라틴어로 "Gallia")라고 명명했다. 나중에 그가 자신을 기리기 위해 이름을 지었다는 주장이 제기되었는데, "gallus"는 라틴어로 "르 코크(le coq)"를 의미하기 때문이었다. 그러나 그는 이것이 자신의 의도가 아니었다고 부인했다.

## 같이 보기
- 과학자 이름이 단위로 사용된 목록
- 물리 상수에 이름이 사용된 과학자 목록
- 장소 이름을 딴 화학 원소 목록
- 화학 원소 이름 어원 목록
- 화학 원소의 명명법
- 원소 목록